# Fitz and the Tantrums
Fitz and the Tantrums ist eine US-amerikanische Indie-Pop- und Neo-Soul-Band aus Los Angeles.

## Bandgeschichte
Die Band begann als Projekt von Michael Fitzpatrick, der sich eine ausgemusterte Kirchenorgel aus den 1960er Jahren gekauft hatte und damit eine selbstgeschriebene Solo-EP aufnehmen wollte. Zuerst suchte er nur die Unterstützung seines Schulfreunds James King, der zahlreiche Instrumente beherrscht und Bläsersounds ergänzen sollte. Es kamen weitere Musiker hinzu, bis die Band Fitz and the Tantrums entstanden war. Die erste gemeinsame EP Songs for a Break Up, Vol. 1 erschien 2009. Im Jahr darauf machten sie durch ihren Auftritt bei South by Southwest von sich reden und veröffentlichten beim Label Dangerbird ihr Debütalbum Pickin’ Up the Pieces. Damit kamen sie auf Anhieb in die US-Albumcharts. Der Albumsong Moneygrabber gehörte zum Soundtrack des Films Kill the Boss und wurde zum Radiohit. Ende 2013 fand er noch einmal in einer Wodka-Werbung Verwendung und wurde schließlich vier Jahre nach Veröffentlichung mit Gold für eine halbe Million verkaufte Einheiten ausgezeichnet.
Zuvor hatten sie bereits für Out of My League Gold erhalten. Das Lied war in der ersten Folge der Serie Camp eingesetzt worden und erreichte Platz 1 der Alternative-Charts. Es war die Vorabsingle zum zweiten Album More Than Just a Dream. Tony Hoffer hatte es produziert und das Label Elektra veröffentlichte es im Juni 2014. Es brachte sie auf Platz 26 der Albumcharts. Die zweite Single The Walker war ihr zweiter Nummer-eins-Hit in den Alternative-Charts und ihr erster Song in den offiziellen Singlecharts. Das Lied fand gleich mehrfach in der Werbung Einsatz, unter anderem bei einem Oscar-Fernsehtrailer und einer Walmart-Kampagne, und wurde sogar ein Millionenseller.
Für das dritte Album wurden gleich mehrere bekannte Produzenten wie Joel Little und Ricky Reed engagiert. Das Album trug den Bandnamen als Titel und erschien im Frühsommer 2016. Es übertraf die Chartplatzierungen des Vorgängers und hatte mit HandClap eine weitere Goldsingle. Das Lied war der zweite Hit in den Singlecharts und kam auf Platz 2 der Rockcharts. Nach der Verwendung als Titelsong der 11. Staffel des RTL-Dschungelcamps stieg es auch in Deutschland und Österreich in die Charts ein.

## Diskografie

### Alben
| Jahr | Titel                  | Höchstplatzierung, Gesamtwochen, AuszeichnungChartsChartplatzierungen (Jahr, Titel, Platzierungen, Wochen, Auszeichnungen, Anmerkungen) | Anmerkungen                           |
| Jahr | Titel                  | US | Anmerkungen                           |
| ---- | ---------------------- | --- | ------------------------------------- |
| 2010 | Pickin’ Up the Pieces  | US140 (3 Wo.)US | Erstveröffentlichung: 24. August 2010 |
| 2013 | More Than Just a Dream | US26 (8 Wo.)US | Erstveröffentlichung: 7. Mai 2013     |
| 2016 | Fitz and the Tantrums  | US17 Gold · (21 Wo.)US | Erstveröffentlichung: 10. Juni 2016   |

Weitere Alben
- Songs for a Breakup, Vol. 1 (EP, 2009)
- Santa Stole My Lady (EP, 2010)
- All the Feels (2019)
- Man on the Moon (2025)

### Singles
| Jahr | Titel Album                       | Höchstplatzierung, Gesamtwochen, AuszeichnungChartplatzierungen (Jahr, Titel, Album, Platzierungen, Wochen, Auszeichnungen, Anmerkungen) | Höchstplatzierung, Gesamtwochen, AuszeichnungChartplatzierungen (Jahr, Titel, Album, Platzierungen, Wochen, Auszeichnungen, Anmerkungen) | Höchstplatzierung, Gesamtwochen, AuszeichnungChartplatzierungen (Jahr, Titel, Album, Platzierungen, Wochen, Auszeichnungen, Anmerkungen) | Höchstplatzierung, Gesamtwochen, AuszeichnungChartplatzierungen (Jahr, Titel, Album, Platzierungen, Wochen, Auszeichnungen, Anmerkungen) | Anmerkungen                                                           |
| Jahr | Titel Album                       | DE | AT | UK | US | Anmerkungen                                                           |
| ---- | --------------------------------- | --- | --- | --- | --- | --------------------------------------------------------------------- |
| 2014 | The Walker More Than Just a Dream | — | — | — | US67 Platin · (12 Wo.)US | Erstveröffentlichung: 28. Februar 2014 Autoren: Fitz and the Tantrums |
| 2016 | HandClap Fitz and the Tantrums    | DE59 Gold · (5 Wo.)DE | AT55 Gold · (5 Wo.)AT | UK— SilberUK | US53 ×4Vierfachplatin · (20 Wo.)US | Erstveröffentlichung: 25. März 2016 Autoren: Fitz and the Tantrums    |

Weitere Singles
- Winds of Change (2010)
- L. O. V. (2010)
- Breakin’ the Chains of Love (2010)
- Dear Mr. President (2011)
- Moneygrabber (2011, US: Gold)
- Don’t Gotta Work It Out (2011)
- Out of My League (2013, AT: Gold, UK: Gold, US: Gold)
- Fools Gold (2014)
- Complicated (2016)
- Roll Up (2016)
- Fool (2017)
- 123456 (2019)

## Auszeichnungen für Musikverkäufe
| Goldene Schallplatte - Kanada - 2014: für die Single The Walker - Polen - 2024: für die Single Handclap Platin-Schallplatte - Australien - 2024: für die Single Handclap | 2× Platin-Schallplatte - Australien - 2024: für die Single Out of My League 3× Platin-Schallplatte - Kanada - 2024: für die Single Out of My League 5× Platin-Schallplatte - Kanada - 2024: für die Single Handclap |

Anmerkung: Auszeichnungen in Ländern aus den Charttabellen bzw. Chartboxen sind in ebendiesen zu finden.
| Land/RegionAuszeichnungen für Musikverkäufe (Land/Region, Auszeichnungen, Verkäufe, Quellen) | Silber  | Gold     | Platin       | Verkäufe  | Quellen             |
| -------------------------------------------------------------------------------------------- | ------- | -------- | ------------ | --------- | ------------------- |
| Australien (ARIA)                                                                            | —       | —        | 3× Platin3   | 210.000   | aria.com.au         |
| Deutschland (BVMI)                                                                           | —       | Gold1    | —            | 200.000   | musikindustrie.de   |
| Kanada (MC)                                                                                  | —       | Gold1    | 8× Platin8   | 680.000   | musiccanada.com CA2 |
| Österreich (IFPI)                                                                            | —       | 2× Gold2 | —            | 30.000    | ifpi.at             |
| Polen (ZPAV)                                                                                 | —       | Gold1    | —            | 25.000    | olis.pl             |
| Vereinigte Staaten (RIAA)                                                                    | —       | 2× Gold2 | 8× Platin8   | 9.000.000 | riaa.com            |
| Vereinigtes Königreich (BPI)                                                                 | Silber1 | Gold1    | —            | 600.000   | bpi.co.uk           |
| Insgesamt                                                                                    | Silber1 | 8× Gold8 | 19× Platin19 |           |                     |